# Francisco Rivera (lutador)
Francisco Rivera Jr. é um lutador de MMA americano, atualmente ele compete no peso-galo do Ultimate Fighting Championship.

## Carreira no MMA

### World Extreme Cagefighting
Rivera fez sua estréia no WEC substituindo Josh Grispi contra Erik Koch no WEC 52. Ele perdeu por Nocaute Técnico no segundo round.

### Ultimate Fighting Championship
Em 28 de Outubro de 2010, o WEC se fundiu com o Ultimate Fighting Championship. Como parte da fusão, todos os lutadores do WEC foram transferidos para o UFC.
Rivera era esperado para descer para os Galos e enfrentar Takeya Mizugaki em 3 de Março de 2011 no UFC Live: Sanchez vs. Kampmann. Porém, Rivera foi forçado a se retirar da luta devido a uma lesão foi substituído pelo estreante Reuben Duran.
Rivera enfrentou Reuben Duran em 4 de Junho de 2011 no The Ultimate Fighter 13 Finale. Ele perdeu a luta por Finalização no terceiro round e foi tirado da promoção.

### Retorno ao UFC
Rivera retornou ao UFC para enfrentar Alex Soto em 15 de Maio de 2012 no UFC on Fuel TV: Korean Zombie vs. Poirier, substituindo o lesionado Azamat Gashimov. Rivera venceu por Decisão Unânime.
Rivera era esperado para enfrentar Edwin Figueroa contra Ken Stone em 22 de Junho de 2012 no UFC on FX: Maynard vs. Guida. Porém, Rivera foi forçado a se retirar da luta com uma lesão e foi substituído por Dustin Pague.
Rivera enfrentou Roland Delorme em 21 de Julho de 2012 no UFC 149. Rivera derrotou Delorme por Nocaute no primeiro round. Porém, Rivera depois falhou no teste de drogas pós-luta, e a vitória foi mudada para Sem Resultado.
Rivera enfrentou Edwin Figueroa em 2 de Fevereiro de 2013 no UFC 156, venceu por Nocaute no segundo round.
Rivera era esperado para enfrentar Hugo Viana em 20 de Abril de 2013 no UFC on Fox: Henderson vs. Melendez, porém foi obrigado à se retirar do evento com uma lesão.
Rivera enfrentou George Roop em 6 de Novembro de 2013 no UFC: Fight for the Troops 3. Rivera venceu a luta por nocaute técnico.
Rivera era esperado para enfrentar o invicto nos galos Raphael Assunção em 22 de Fevereiro de 2014 no UFC 170. Porém, a luta foi cancelada após Rivera sofrer uma lesão.
Ele foi derrotado pelo japonês Takeya Mizugaki em 24 de Maio de 2014 no UFC 173 por decisão unânime após três duros rounds. Ele também foi derrotado pelo ex-desafiante ao cinturão e ex-Campeão Peso Pena do WEC, Urijah Faber por finalização no segundo round.
Rivera enfrentou Alex Caceres em 6 de Junho de 2015 no UFC Fight Night: Boetsch vs. Henderson. Ele venceu a luta por nocaute com apenas 21 segundos de luta.
Rivera enfrentou o estreante na categoria John Lineker em 5 de Setembro de 2015 no UFC 191 e foi derrotado por finalização com uma guilhotina no primeiro round. A luta ganhou o prêmio de Luta da Noite.

## Cartel no MMA
| Cartel no MMA   |             |            |
| 19 lutas        | 11 vitórias | 7 derrotas |
| Por nocaute     | 8           | 1          |
| Por finalização | 0           | 3          |
| Por decisão     | 3           | 3          |
| No contest      | 1           | 1          |

| Res.    | Cartel   | Oponente           | Método                        | Evento                                    | Data       | Round | Tempo | Local                  | Notas                             |
| ------- | -------- | ------------------ | ----------------------------- | ----------------------------------------- | ---------- | ----- | ----- | ---------------------- | --------------------------------- |
| Derrota | 11-7 (1) | Erik Pérez         | Decisão (unânime)             | UFC 201: Lawler vs. Woodley               | 30/07/2016 | 3     | 5:00  | Atlanta, Georgia       |                                   |
| Derrota | 11-6 (1) | Brad Pickett       | Decisão (dividida)            | UFC Fight Night: Silva vs. Bisping        | 27/02/2016 | 3     | 5:00  | Londres                |                                   |
| Derrota | 11-5 (1) | John Lineker       | Finalização (guilhotina)      | UFC 191: Johnson vs. Dodson 2             | 05/09/2015 | 1     | 2:08  | Las Vegas, Nevada      | Luta da Noite.                    |
| Vitória | 11-4 (1) | Alex Caceres       | Nocaute (socos)               | UFC Fight Night: Boetsch vs. Henderson    | 06/06/2015 | 1     | 0:21  | New Orleans, Louisiana |                                   |
| Derrota | 10-4 (1) | Urijah Faber       | Finalização (mata leão)       | UFC 181: Hendricks vs. Lawler II          | 06/12/2014 | 2     | 1:34  | Las Vegas, Nevada      |                                   |
| Derrota | 10-3 (1) | Takeya Mizugaki    | Decisão (unânime)             | UFC 173: Barão vs. Dillashaw              | 24/05/2014 | 3     | 5:00  | Las Vegas, Nevada      |                                   |
| Vitória | 10-2 (1) | George Roop        | TKO (socos)                   | UFC: Fight for the Troops 3               | 06/11/2013 | 2     | 2:20  | Houston, Texas         |                                   |
| Vitória | 9-2 (1)  | Edwin Figueroa     | Nocaute (socos)               | UFC 156: Aldo vs. Edgard                  | 02/02/2013 | 2     | 4:20  | Las Vegas, Nevada      |                                   |
| NC      | 8-2 (1)  | Roland Delorme     | Sem Resultado (mudado)        | UFC 149: Faber vs. Barão                  | 21/07/2012 | 1     | 4:19  | Calgary, Alberta       | Rivera falhou no teste de drogas. |
| Vitória | 8-2      | Alex Soto          | Decisão (unânime)             | UFC on Fuel TV: Korean Zombie vs. Poirier | 15/05/2012 | 3     | 5:00  | Fairfax, Virgínia      |                                   |
| Vitória | 7-2      | António Duarte     | Nocaute (socos)               | TPF 12: Second Coming                     | 09/03/2012 | 1     | 1:15  | Lemoore, California    |                                   |
| Vitória | 6-2      | Brad McDonald      | Nocaute (socos)               | TFP 11: Redemption                        | 02/12/2011 | 1     | 0:40  | Lemoore, California    |                                   |
| Derrota | 5-2      | Reuben Duran       | Finalização (mata leão)       | The Ultimate Fighter 13 Finale            | 04/06/2011 | 3     | 1:57  | Las Vegas, Nevada      | Estréia nos Galos                 |
| Derrota | 5-1      | Erik Koch          | TKO (chute na cabeça e socos) | WEC 52: Faber vs. Mizugaki                | 11/11/2010 | 1     | 1:36  | Las Vegas, Nevada      |                                   |
| Vitória | 5-0      | Fernando Bernstein | TKO (socos)                   | Called Out MMA 2                          | 24/01/2010 | 1     | 0:30  | Ontario, California    |                                   |
| Vitória | 4-0      | Aaron Arana        | Decisão (majoritária)         | Called Out MMA 1                          | 15/08/2009 | 3     | 5:00  | Ontario, California    |                                   |
| Vitória | 3-0      | Johnny Gomez       | Decisão (unânime)             | Call To Arms 1                            | 16/05/2009 | 3     | 5:00  | Ontario, California    |                                   |
| Vitória | 2-0      | Chris Drumm        | Nocaute (socos)               | California Xtreme Fighting                | 30/10/2008 | 1     | 0:46  | El Monte, California   |                                   |
| Vitória | 1-0      | Ray Cox            | Nocaute (socos)               | CXF: Uprising in Upland                   | 14/06/2008 | 1     | 0:52  | Upland, California     |                                   |